# Metka Karner Lukač
Metka Karner-Lukač, slovenska političarka, poslanka in veterinarka, * 27. maj 1946. 

## Življenjepis
Leta 1992 je bila izvoljena v 1. državni zbor Republike Slovenije; v tem mandatu je bila članica naslednjih delovnih teles:
- Odbor za nadzor proračuna in drugih javnih financ (predsednica; od 26. maja 1994),
- Odbor za zdravstvo, delo, družino in socialno politiko (podpredsednica),
- Mandatno-imunitetna komisija (do 27. maja 1993),
- Komisija po Zakonu o nezdružljivosti opravljanja javne funkcije s pridobitno dejavnostjo (do 27. maja 1993),
- Komisija za evropske zadeve,
- Odbor za nadzor proračuna in drugih javnih financ (do 26. maja 1994) in
- Odbor za gospodarstvo.

Poročena je bila s pravnikom in politikom Janezom Lukačom. 